# Евгеније Думча
Евгеније Думча (Пешта (?) / Коморан (?), 1838 — Сентандреја, 29. мај 1917) био је трговац, велепоседник и добротвор.

## Биографија
Потиче из богате српске породице цинцарског порекла, која се средином 18. века настанила у Коморану. Иако се током живота потписивао на документима са Евген, Еуген, Јене (мађарски) - Думча је на крштењу у пештанском српском православном храму крштен као Евгеније.
Гимназију и високу трговачку школу завршио је у Бечу, а потом се, 1850. године, настанио у Сентандреји. Бавио се велетрговином - трговао је кљукoм и вином, а доцније и другом робом; некретнинама и вредносним хартијама.

Упоредом са економисањем и вршењем власти учествовао је у друштвеном животу града али и шире. Био је посланик и као такав потпредседник Српског народног црквеног сабора, председник сентандрејске црквене општине, члан Епархијског Конзисторија, члан а потом и потпредседник Административног одбора, потпредседник Епархијске скупштине, члан Управе „Српске банке“ и председник њене филијале у Будимпешти. По политичком уверењу припадао је умереној, српској либералној опцији, у којој је вођа био новосадски адвокат Михајло Полит-Десанчић. Извесно време је био у ужем руководству Десанчићеве "Српске народне либералне странке".
На положају градоначелника Сентандреје налазио се 27 година и за то време значајно је допринео развоју града. Цар аустријски га је 1897. године одликовао "крстом (витешког) ордена Фрање Јосифа", за стечене заслуге током 25 година градоначелниковања у вароши Сентандреји. Једна од главних улица у старом делу града понела је његово име. Компонован је један свечани марш у његово име. Поклоњен му је скупоцени сребрни прибор за писаћи сто, који је доспео касније у Музеј Војводине у Новом Саду. На кући у којој је живео постављена је спомен-плоча од стране захвалних Сентандрејаца.
Као гадоначелник успео је да уради пуно корисних ствари за град: одводњавањем мочваре у атару града, добијено је нових ораница и парцела за градњу; радио је на откупу шума, допринео отварању среског суда и пореске управе, увођењу телеграфа, формирању градске штедионице, изградње приградске жељезнице до Будимпеште, изградња градске телефонске мреже и друго. Малобројнији Срби (али имућни) у Сентандреји су уз Думчу држали до почетка 20. века кључне позиције. Због тога али и других комуналних питања (кашњење електрификације и поплочавања улица) као градоначелник је имао сукобе са новодосељеном мађарском елитом. Било је то време агресивне политике мађарских шовиниста који су радили на етничкој асимилацији Срба и других словенских народа. Доживео је 1903. године због тога срчани удар и морао поднети оставку на звање.
Евгеније Думча се оженио 1862. године Петронелом Блажић, с којом је оснивао бројне задужбине. У дугом и срећном браку нису имали деце. Супружници су сматрали својом племенитом обавезом да одвајају новац за помоћ деци и сиромашним људима (свих нација). У месту су помагали Певачко друштво и читаоницу "Јавор", те српску школу. По разним местима Будимске епархије подизао је школске зграде и давао је велике новчане прилоге за њихову изградњу (Ловра, Чип, Бата, Калаз, Чобанац), па су га савременици сматрали за једног од „највећих добротвора српског народа с ове стране Саве и Дунава“. Поводом 50 година брака 1912. године Евген и Петронела су дали чак 48 добротворних прилога образовним и културним установама широм српства, чак до Бјеловара и Загреба. Био је члан Патроната Привредникових добротвора. Као покровитељ Српског привредног друштва Привредник, Думча је овом друштву приложио 52.000 круна.